# 加藤浩次
加藤 浩次（かとう こうじ、本名：加藤 浩二、1969年〈昭和44年〉4月26日 - ）は、日本のお笑いタレント、俳優、司会者。お笑いコンビ・極楽とんぼのツッコミ担当。相方は山本圭壱。身長177cm。
北海道小樽市出身。小樽ふれあい観光大使。
吉本興業（東京吉本）との専属マネジメント契約→エージェント契約を経て、2021年4月1日より個人事務所82style所属。ベルキッスコーポレーションと業務提携。

## 略歴
1969年4月26日、札幌市（後に政令指定都市移行により同市白石区となり、現在は厚別区に分区）大谷地に出生。加藤家の次男として誕生する。その際、母親が俳優の石坂浩二のファンだったことから浩二と名付けられる。母子家庭で育つ。
小学2年生の時、札幌の西隣の小樽市に転出する。小学校時代には児童会長を務めた。小樽潮陵高校卒業。
高校時代の17歳の時に、小樽市のタウン誌『月刊ラブおたる』（No.45 1987年4月11日 当時200円）内のコーナー「Nice Campus Boy」に加藤が写真付きで掲載された。
小樽潮陵高校卒業後、西濃運輸の札幌支店（現在の北海道西濃運輸）に就職。事務職を務めるも、入社初年度の12月末を以って退職し、1989年2月に上京する。
大道具などのアルバイトを経て、1989年4月に佐藤B作率いる「劇団東京ヴォードヴィルショー」養成所「闘魂塾」へ第4期生として入団。そこで山本圭壱と出会い、「極楽とんぼ」を結成。
1989年8月、バッタモン倶楽部オーディションに合格し、吉本興業に入社。
1993年2月5日、ネタ見せ番組『新しい波』に極楽とんぼとして出演。3月19日の選抜メンバースペシャルにも出演。
1993年4月8日より、自身初のレギュラー番組『とぶくすり』に極楽とんぼとして出演。『新しい波』の選抜メンバーを中心にレギュラーが選考された。
『とぶくすり』、『めちゃ2モテたいッ!』へのレギュラー出演を経て、1996年10月19日より、『めちゃ2イケてるッ!』が開始し、ゴールデンタイムのレギュラー出演となる。
1999年4月、極楽とんぼの冠番組『極楽とんぼのとび蹴りヴィーナス』が開始。
2000年10月6日より、ラジオ『極楽とんぼの吠え魂』が開始。
2000年10月8日より、TBS『オヤジぃ。』で連続ドラマに初出演。
2001年、元女優の緒沢凛と結婚。
2001年10月6日より、TBS『スーパーサッカー』のキャスターを務める。
2002年11月2日、桜美林大学の学園祭に出演した際に相方の山本圭壱が下半身を露出した事に伴い、公然わいせつ幇助容疑で書類送検される。
2004年4月4日より、『儲かりマンデー!!（現：がっちりマンデー!!）』のMCを務める。
2005年夏、ジンギスカン鍋の専門店「成吉思汗 ふじや」を中目黒にオープン。
2006年4月3日より、日本テレビ『スッキリ!!』の総合司会に就任。

2006年7月18日、相方の山本の不祥事と、山本の所属事務所との契約解除及びコンビ解散が吉本興業によって発表される。ただし、加藤自身は「解散は自分と山本が決めること」として解散の事実は認めなかった。これを受けて、『極楽とんぼの吠え魂』の打ち切りが急遽決定。7月21日に終了。
2007年4月6日より、ラジオ『加藤浩次の吠え魂』が開始。
2010年4月3日より、バラエティ番組『心ゆさぶれ!先輩ROCK YOU』の司会進行を務める。
2010年11月28日、プライベートでのフットサル中に右足首を脱臼骨折し、芸能活動を休止。12月6日の『スッキリ!!』で松葉杖を使用しながら復帰。しかし、後にインフルエンザと診断され再び休養後、12月13日に再復帰。
2013年4月21日より、ラジオ『まだまだゴチャ・まぜっ!〜集まれヤンヤン〜』に出演。
2015年に相方の山本が芸人への復帰を志し、2015年の舞台での山本が登場し、極楽とんぼとしてのコンビ約9年ぶりに共演。2016年7月のめちゃイケでの共演以降、コンビとしての活動を10年ぶりに再開、その後2016年11月20日付で、山本が吉本興業に復帰。
2019年10月1日より、吉本興業を離れ、吉本興業とエージェント契約を締結し、今後は個人事務所「有限会社加藤タクシー」に所属し活動することになった。
2021年3月9日、吉本興業は加藤浩次とのエージェント契約を3月31日で終了することを発表した。
2021年4月1日より（株）82style（2021年3月30日設立登記）を立ち上げ活動することになる。

## 人物

### 趣味

#### サッカー
- 大のサッカー愛好家。国内外を問わず試合をテレビ観戦しており、中でも欧州サッカーに強い関心を持つ。
- 北海道出身という事もあり、北海道コンサドーレ札幌のサポーターである。
- 小学校3年から高校3年までサッカー部に所属。小学生から高校生の時までずっとサッカー部のキャプテンを務めていた[12]。しかし、中学生の時に部員のリコールによってキャプテンの座を下されたことがあった[13]。一度もレギュラーから外れたことがなく、中学2年生時には20名からなる北海道選抜に小樽市から唯一人選出されたほどの実力だった[14]。中学1年生時にも北海道選抜の合宿メンバーに選出されていたが、合宿前日の練習中に右肘の靭帯を断裂したため、このときは出場できなかった[9]。高校進学直前にも、練習中に足を負傷している[9]。
- 2001年10月からは、サッカー好きが高じてTBS系『スーパーサッカー』のメインMCに抜擢される[15]。また、この番組のフットサルチームである「コモエスタ赤坂」にも加入。TBSのJリーグ中継の副音声ではゲストと共に放送席でトークを展開している。2002年6月、TBSのワールドカップ中継のキャスターを務め、2004年6月にはポルトガルで開催されたUEFA欧州選手権中継のためにサッカー解説者の高木琢也とともに現地で取材する。
- 2014年には「FIFAワールドカップ ブラジル大会」のTBS系列のキャスターを村上信五とともに務める。自身もフットサルをプレーすることを趣味としていたが、骨折により事実上引退している。サッカーゲーム『ウイニングイレブン』シリーズのファンでもある。
- 一方、サッカー以外の球技に関してはあまり詳しくなく、野球は、松坂大輔といったビッグネーム程度しか知らない。

#### その他
- そば打ちが趣味である[16]。
- 小学生の頃はアニメ雑誌『アニメージュ』を購読しており、自分でセル画を描いていた時期もあるが、周囲からは意外だと言われている。また、スポーツアニメ・特にサッカーアニメに関しても詳しい[17]。
- ゲームも好きで、『ワンダープロジェクトJ2 コルロの森のジョゼット』のファンブックでは、『ときめきメモリアル』などをプレイしたとも語っている[18]。
- ウルトラシリーズのファンであり、特に怪獣について詳しい。

### 嗜好
- 好きな食べ物は豆腐、嫌いな食べ物は納豆[19]。
- 相方の山本が嫌煙家なのに対し、加藤はかなりのヘビースモーカーである[20]。2019年には、誕生日の翌日から禁煙することを宣言し、「自分がたばこを吸っている姿を目撃したら殴ってもいい」とまで公言していたものの、その後あっさりと前言撤回。2020年現在も喫煙を続けている[21]。

### 体質
- 高所恐怖症[22]、気管支喘息持ち、ゴキブリが大の苦手[19] 。
- マンゴーアレルギー持ち[23]。
- 大のカナヅチ[24][25]。その理由は、学校にプールがなかったことに加え、小学生当時に所属していたハヤブササッカー少年団の監督からの「海に入ると筋肉が緩む」という指導を忠実に守り、海に行かなかったためである[9]。NHK大河ドラマ『平清盛』で演じた海賊役は、泳ぐシーンはないということで引き受けた[24][25]。

### 家族
- 妻、長女、長男、次女がいる。有野が勧めて貸したテレビゲーム『鈴木爆発』に出演していた緒沢凛に一目惚れし、自身がMCを務める『シネマ中毒』にゲストとして呼んだことが、出逢いのきっかけである[26]。その後、「やっちまった婚」と銘打ってできちゃった結婚を発表[26]。2002年2月10日、長女が誕生。なお、緒沢の妊娠発覚から長女誕生までの顛末は3月から4月にかけての『めちゃ2イケてるッ!』にて、連続ドキュメンタリー企画「結婚と出産のあいだ」として放送された。ゲーム『鈴木爆発』は2022年4月に放送された『スッキリ!!』で正式によゐこ有野から加藤浩次にプレゼントされた。
- 2004年9月21日に長男が誕生、相方の山本は3日経ってやっと知らされたらしくショックを受けた[27]。2006年11月17日に次女が誕生。2時間の安産だった。出産直前まで担当医師から男児と聞かされていたようで、家族ともども拍子抜けしたと語った[28]。夫婦和合について2013年10月27日放送のBS日テレ「コージ魂!」で加藤は「結婚して11年になるんですけど、嫁と週2でヤッてる。エッチが嫁と合う」などと述べている[29]。
- 母は、札幌競馬場の宿舎で寮母を務めていた。武豊も世話になったという[30]。
- 再婚した母の夫の深野さん（2015年死去）はタクシー運転手[10]。加藤が大人になってから突如、母と深野さんの結婚を知らされたという[10]。
- 原口あきまさからは「極楽の加藤」と呼ばれていた。

### エピソード
- 『GTO』のドラマ化に際し冴島龍二役での出演依頼を受けたことがあったが、有野晋哉の「漫画原作のドラマはヒットしない」というアドバイスを受けた事や警官役をやれる自信がなく「俺自信がないから無理だわ」と告白し、あっさり断っている。この警官役は藤木直人が演じることとなったが、予想に反し『GTO』は大ヒットしたため加藤は非常に後悔したことを語っている。しかしこれがきっかけで加藤は漫画に食いつく癖が付き原作漫画のドラマにも多く出演する事になり、その後も『人にやさしく』、『ブラックジャックによろしく』、『汚れた舌』、『クロサギ』などのテレビドラマに出演している。
- 1997年の『FNS27時間テレビ』内で、来日していたアメリカのプロバスケットボール選手、デニス・ロッドマンになぜか終始異様に敵意を抱かれ、通訳に「殺すぞ」と言ってます、と伝えられた。
- ニュースキャスターとして、並々ならぬ使命感と責任感を持って仕事に臨んでおり、『スッキリ!!』では一般紙からスポーツ紙まで毎朝ほぼ全て目を通した状態で放送に臨んでいる。同時に、毎朝気になった記事や事件はインターネットで自ら調べ、台本に書き込みをしている[31]。
- 『スッキリ!!』本番前は、日本テレビタワー内の楽屋でフジテレビ系列の『めざましテレビ』を視聴している[32]。
- 愛車はアルファロメオ 1300 ジュニアZ[33]。2013年の年収は2億円を上回ったとされ、同年には某高級住宅街にある100坪7LDK推定5億円の豪邸を建設した[34]。
- 岡村隆史に『殿様のフェロモン』にて楽屋でフェラチオさせていると本人のANNで暴露される。 岡村隆史：(深夜番組『殿様のフェロモン』で)フェロモンズって女の子がズラーって居てて。  矢部浩之：うん。   岡村隆史：AVの方とかも、よく出てて。松本コンチータとか。  矢部浩之：そうですね。  岡村隆史：居てないところで言うのもアレですけど…加藤浩次が、楽屋でフェラチオさせてたんですよ。  矢部浩之：はっはっは(笑)それ、言うたらアカンでしょ。

## 交友
山本圭壱
かつて中途半端なデブだった相方の山本に「もっと太れ」と助言。しかし、自分が好かれたいからそう言ったという説もあり、これは山本の母など複数の人物が証言している。相方の山本との関係について「あまり喋らない。喋るのは週に1度のラジオの時だけ」と語ったことがある。ちなみに、山本は「SEXのない夫婦のような関係」と語っていた。
矢部浩之
2013年4月、矢部と青木裕子の媒酌人を務めた。
有野晋哉
若手時代から仲がよく、独身時代にお互いの家でTVゲームをしたり、飲み会に参加していたこともあるなどエピソードが多い。2005年3月、有野の結婚式で媒酌人を妻と共に担当。有野の夫人との出会いも、加藤と業界人が設定した飲み会に参加した女性陣に、後に夫人となる北村祐子がいたことがきっかけである。
自身の経験から長男をスポーツ少年に育てたかったが、長男は有野が出演する『ゲームセンターCX』の大ファンで、加藤を介さずに有野と連絡を取り『ゲームセンターCX』のDVDを借りたり、有野のようにゲームだけして生活したいと発言しているとのこと。これに対し加藤は、有野はよゐことしての活動をおこなったうえでゲームの仕事もしていると教えたとのことで、MBSラジオ『オレたちゴチャ・まぜっ!〜集まれヤンヤン〜』ではTVゲームが好きでずっと遊び続けているにもかかわらず、腕前は若手時代からまったく上達していないことを挙げ、有野にしかできない仕事と評している。
ココリコ
旧コンビ名「ココリコボンバーズ」から現在のコンビ名への改名を促した。2005年には遠藤章造に髭を剃るよう忠告。また、かつての田中直樹とともに映画を紹介する「ここラクビデオ」というコーナーを持っていた。とくに田中とは、同じ誕生日ということもあり、電話でお互いの誕生日を祝い合う間柄。
ロンドンブーツ1号2号
田村亮に「髪を切って金髪にしろ」、田村淳には「若者代表みたいなカンジで売っていけ、だから刺青もいれろ」 と助言した。
ワッキー
銀座7丁目劇場の舞台に出演していた当時、胸毛にコンプレックスを持っていたため客前で裸になることに抵抗があったが、「それ面白えじゃん、見せろよ」とアドバイスし、ブレイクのきっかけとなった。
石原健次
「お前は作家向きだ」と話し、石原はその後お笑い芸人を辞め放送作家となった。
くまだまさし
『ぶちぬき』共演時よりくまだまさしを大変気に入っており、その後、まだ一般的に知名度の低かったくまだを『スキバラ』で準レギュラーとして起用している。
吉川晃司
加藤がバーテンダーのバイト（#矢作兼を参照）をしていたバーの常連だったことから知り合う。最初は加藤のことを「芸人にしては二枚目過ぎる」と批判的に見ていたが、後に仲良くなり「こうちゃん」と呼んで可愛がっていた。

### 矢作兼
1990年初期、矢作兼の地元の先輩が働いていた駒沢通り沿いにある中目黒のBAR「VIV」で加藤がバイトをしており、矢作がお笑い芸人をやろうかと考えている時にそのBARに通う様になると親しくなり、加藤を「浩次君」と呼ぶようになる。知り合ってからは週5回のペースで行動を共にする。単独ライブで他に出演者を起用する場合、同じ事務所に所属している芸人を選ぶのが通例であるが、90年代後半から極楽とんぼの単独ライブではブレイク前のおぎやはぎを抜擢していた。また、かつては、眼鏡をかけていたのは小木博明だけだったが、コンビ両名とも眼鏡をかける「ダブルメガネ」を薦め、矢作兼もメガネをかけるようになった。
芸能界デビューし加藤が先輩となった後も「浩次君」と呼び続けており、加藤曰く「名前で呼んでくる芸能人は矢作と中山秀征だけ」と述べた。また、まだ極楽とんぼが売れ始めて間もない時期に、酔っ払いにビール瓶で殴られそうになっていた矢作を加藤は間に入って庇い、矢作の代わりにビール瓶で殴られ右耳を縫う怪我を負った。後に加藤がラジオで、その当時右耳を負傷していたのはこの為であったと述べた。矢作は加藤について「師匠みたいなもん」と述べ、加藤が緒沢凛と結婚するきっかけを作ったのも矢作である。『痛快!明石家電視台』にて加藤が「矢作とは親友です」と語るほど、先輩後輩という枠とは違った特別な関係性であり、森三中の黒沢かずこは「加藤さんと矢作さんの友情には憧れてしまう。2人には抱かれてもいいくらい」と述べた。

### マッコイ斎藤
マッコイ斎藤とは同い年で、19歳の頃から知り合いであり、親友でもある。2010年5月1日放送の『めちゃ2イケてるッ!』内のコーナー「爆烈お父さん」の矢島美容室出演回では、石橋貴明に呼ばれて茶の間に乱入した斎藤をジャイアントスイングで成敗した。2010年10月9日放送の『めちゃ2イケてるッ!』では斎藤が番組の宣伝のために恵比寿マスカッツのメンバーをオーデションに参加させたことに気づき、さらにメンバーを「よごれ」呼ばわりしたため斎藤は激怒。斎藤の命令でメンバーにリンチされた後、斎藤と乱闘した。また、去り際に斉藤は加藤に「俺、お前で1回も笑った事ねえかんな！」「笑いを忘れたそば打ちがコラァ!!」と叫んだ。2011年7月23日放送の『FNS27時間テレビ』内の「とんねるずのみなさんのおかげでしたのモジモジ君大激突SPの脳カベ」内でもとんねるずチームのゲームが簡単だったことに激怒。斎藤が乱入し、乱闘して斎藤を氷水プールへ落とした。

## 山本圭壱の契約解除後
山本の契約解除翌日の『スッキリ!!』の冒頭で、「相方の加藤としても深くお詫び申し上げます」と謝罪し、「物凄く腹が立つし、気持ちの整理ができない」と号泣しながら述べた。この映像がYouTubeに投稿され、同サイトにおいて人気ランキング1位となった。その後すぐに日本テレビが同サイトに削除依頼を行い、映像が削除された。ちなみに、『めちゃ2イケてるッ!』でもYouTubeでの騒動が取り上げられており、本人もこの経緯を知っている。皮肉にも、加藤が涙ながらに相方の不祥事を謝罪したこの日の放送で、当時の番組最高視聴率を記録した。
TVガイドのTVスター名鑑2007年版以降及び吉本興業ホームページのプロフィールによると、芸名は「加藤浩次」ではなく「極楽とんぼ・加藤浩次」とされている。また、井上公造によると、現在でもサインには「極楽とんぼ」と書いているという。「NHK大河ドラマ『平清盛』完全読本 (NIKKO MOOK)」でそのサインを確認することができる。「いつか山本ともう一度コンビを組みたい」「俺だってコンビでライブやりてぇよ」と発言しているが、2008年末当時、加藤自身も連絡はとっていないとの事で、時折山本と連絡を取っているココリコの遠藤などの後輩芸人からの話題やゴシップ誌の記事で山本を見かけると語った。
自身のラジオ番組において、現在の山本の状況を「謹慎」と表現している。さらに他の番組にゲスト出演した際は、コンビ時代の話などになると今でも相方と呼んでいる。笑っていいとものコーナー「テレフォンショッキング」で久々に出演した際、当時レギュラーだった時の写真が出て、自分の横に山本がいたが、編集されており手のみが写った状態であった。それを見て「僕の横には相方がいますね」と発言する。
山本の復帰について、2013年1月4日夜に放送された『加藤浩次の金曜Wanted!』で「山本さんがいなくなってからもう6年半」と述べ、「そろそろ許してやってほしいという気持ちもある」という趣旨の発言がされる。また、2013年4月28日に生配信された『めちゃ×2ユルんでるッ!』、同年の『FNS27時間テレビ』及び同年9月に配信されためちゃユルでは、山本と親しかった田村淳がゲスト出演し復帰を呼びかけた。
2015年1月4日に田村淳がTwitterにて、山本が下北沢駅前劇場にて行われるライブで活動再開することを報告し、翌日のスポーツ紙に活動再開することを報道されて、その日の『スッキリ』の冒頭でも扱われ、山本の活動休止中の8年半もの間2人で話し合いの場を設けていたことを説明して、今回のライブも2人で話し合い、山本が「一人の力でライブをやりながら。どこまで出来るかやりたい」という山本の意向を尊重したと語り、「ここからあいつがどこまでできるか。その先には僕もやっぱり極楽とんぼとして、いつか、2人でやりたいと思っている。極楽とんぼとしてライブをやったり、2人で活動できるように心から思っている」と自身の気持ちを露わにし、今回の復帰について賛否両論があることを認め、「ああいう形（山本の不祥事）で、山本がこの世界を去ってしまい、許していただけない方もいらっしゃるかもしれません。ただ、途中で極楽とんぼというコンビが終わってしまったことに納得いかない部分がある。どういう形になったとしても、もう一回、極楽とんぼをやって、どうなのか決着をつけたい」と理解を求めた。
2015年1月19日に下北沢駅前劇場にて行われたお笑いライブをもって活動再開を果たし、翌20日の各局の情報番組では扱われたが、自身が出演している『スッキリ!!︎』では山本のライブについては扱われず、加藤本人も山本のことに言及することはなかった。
2015年7月5日に都内で行われた自身が出演のコントイベント「イルネス製作所」に客席で観覧していた山本が、共演者の矢作兼にうながされて飛び入りで出演、2006年7月以来、9年ぶりに共演し極楽とんぼが復活を果たしたが、翌日の各紙スポーツ紙は報じ、『スッキリ!!』では声が嗄れた状態で出演したがライブのことは扱わなかった。

## めちゃ2イケてるッ!
『めちゃ2イケてるッ!』には、その前身番組の『とぶくすり』『殿様のフェロモン』『めちゃ2モテたいッ!』時代から出演。
メンバーの中でも特に私生活をさらしており、自身の母が再婚したことや、結婚・出産といったことも当番組で報告している。また、番組では義父の「深野さん」や妻の緒沢凛（番組内では本名から「カオリちゃん」と呼ばれる）、自分の子供達も積極的に番組に顔出し出演している。
結婚当初、一家の主として「家族を守るため妻や子供を『めちゃイケ』でネタにしたくない」と守る決意を見せていたが、結局は結婚発覚から出産に至るまでも『めちゃイケ』で特集され、以後は番組でも抵抗なく出演させている。それでも「スタッフが加藤を通り越して妻や子供達に企画協力をさせる」ことや、テレビ慣れしすぎた妻や子供達のリアクションに対しては憤慨することも多い。
2014年4月29日配信の『めちゃ×2ユルんでるッ!』の中で新たな相方を決めるオーディションを行ったが保留のまま先送りになった。
大久保佳代子が2015年のFNS27時間テレビで88kmマラソンに挑戦することとなり、完走した場合は「丸刈りになる」と2015年5月9日放送の「めちゃ2イケてるッ! 2時間スペシャル」で公約。この結果、大久保が完走したため公開丸刈りを行ったが、頭頂部左側の一部だけを残された。

## 出演

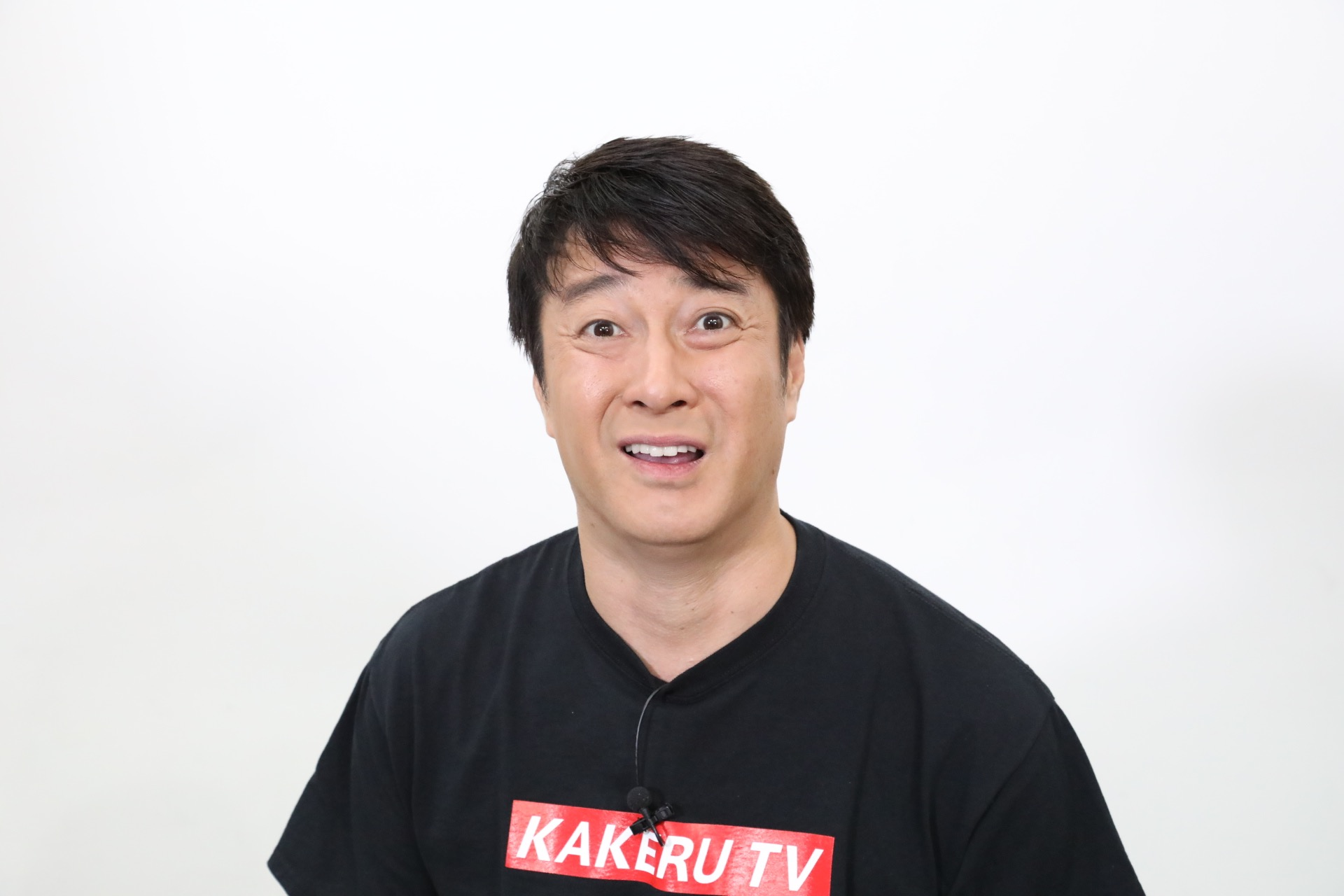
極楽とんぼ KAKERU TVでWikipedia特集を行った時の画像（2017年）

### テレビ番組

#### 現在
- 儲かりマンデー!!→がっちりマンデー!!（2004年4月4日 - 、TBS）- MC
- 人生最高レストラン（2019年12月28日 - 、TBS） - 2代目MC[39][40]
- 巨大企業の日本改革3.0→ニッポン!こんな未来があるなんて（2021年3月30日 - 2025年3月31日・7月14日 - 、テレビ東京）- MC
- 居間からサイエンス→いまからサイエンス（2023年4月19日 - 、BSテレ東） - MC[39]
- 加藤浩次とよしひろのサンデーシネマ（2025年1月19日 - 、BS10）
- アイカタ 〜大切な人の【イイところ】撮ってきてください〜（2025年6月30日 - 、NHK総合）- MC

過去
- めちゃ2イケてるッ!（1996年10月19日 - 2018年3月31日、フジテレビ）[39][注 8]
- スーパーサッカー（2001年10月7日 - 2021年3月28日、TBS）- 司会
- サバコン（2004年4月6日 - 9月28日、日本テレビ）- 司会
- 金のA様×銀のA様（2005年4月28日 - 2006年6月22日、日本テレビ）- 司会[39]
- スッキリ（2006年4月3日 - 2023年3月31日、日本テレビ）- 総合司会
- こちらササキ研究所（2006年8月3日 - 9月28日、テレビ東京）- MC[39]
- メデューサの瞳 〜人を見抜く天才たち〜（2007年4月4日 - 2008年3月26日、テレビ東京）- 司会[39]
- Shibuya Deep A（2007年4月6日 - 2009年3月20日、NHK BS2）- 司会
- すくいず!「電脳ヒルズ」（2007年5月16日 - 6月6日、テレビ朝日）- 司会
- 夏ドキュ!（2007年7月2日 - 9月10日、日本テレビ）- メインキャスター
- ドタンバ!!（2008年1月12日 - 3月29日、日本テレビ）- MC
- 悪魔の契約にサイン（2008年10月29日 - 2009年2月18日、TBS）- 司会[39]
- クイズ!時の扉（2009年4月9日 - 9月24日、TBS）- 司会（時の管理人）[39]
- クイズの扉（2009年4月9日 - 9月24日、TBS）- 司会[39]
- 大人ドリル （2009年4月30日 - 2014年3月17日、NHK総合） - 司会[39]
- Take Me Out（2009年10月1日 - 2010年3月18日、TBS）- 司会[39]
- 心ゆさぶれ!先輩ROCK YOU（2010年4月3日 - 2015年3月28日、日本テレビ）- MC[39]
- がっちりアカデミー!!（2010年4月16日 - 2011年9月16日、TBS）- MC
- 加藤浩次の本気対談!コージ魂!!（2012年10月4日 - 2015年3月22日、BS日テレ）
- あすなろラボ→全力教室（2013年4月21日 - 2014年3月23日、フジテレビ）- MC
- シネマ中毒（スカパー!）- 司会
- なら婚（2013年10月3日 - 2016年3月、日本テレビ）- MC[39]
- がっちりマンデー!!プレミアム（2013年10月 - 2015年3月、BS-TBS）- 司会
- この差って何ですか?（2015年4月12日 - 2021年3月2日 、TBS） - MC[39]
- 巷のリアルTV カミングアウト!（2015年10月16日 - 2016年3月18日、フジテレビ）- MC[41]
- 加藤浩次のちゃっかりバズってます!!（2021年5月8日 - 2023年4月1日、テレビ西日本）- MC
- 快答!50面SHOW（2021年6月20日 - 7月25日、TBS）- MC
- タタムなんてもったいない!〜継いでその後どうなった?〜（2021年10月3日 - 2022年9月18日、BSテレ東） - MC
- 占いなんて信じない（2022年10月7日 - 2023年3月30日、テレビ東京）- MC[42]

#### 特番
現在
- 芸人報道（2020年12月28日 - 、日本テレビ）- MC
- 人生最強動画GP 各界のプロが教える生涯No.1のハイパー衝撃映像（2021年4月16日、テレビ東京）- MC
  - 最強!衝撃映像〇〇連発 スタッフが〇〇○○本見た中から選ぶ動画ランキング（2021年9月2日 - 、テレビ東京） - MC
- この歌詞が刺さった!グッとフレーズ（2021年7月20日 - 、TBS）- MC
- 不思議体験ファイル 信じてください!!（2021年9月24日 - 、関西テレビ）- MC→信じて委員会 委員長
- 一攫千金!宝の山（2021年11月16日 - 、日本テレビ）- 加藤浩次商事 社長
- 激論!サッカー2050 世界一は夢のままか（2021年12月12日、テレビ静岡） - MC
  - カタールはこう戦え! サッカー2050年の夢へ（2022年11月13日、テレビ静岡）- MC
  - 森保一と世界一へ（2023年12月3日、テレビ静岡）- MC
  - 激論!日本サッカー SAMURAIたちを超えてゆけ - 夢想から無双へ - （2024年12月1日、テレビ静岡）- MC
- どうみん手作りクイズ179Q（2022年12月9日 - 、NHK札幌放送局） - MC
- まさかの一丁目一番地（2023年3月18日 - 、TBS）- MC[43]
- せっかち勉強（2023年9月3日 - 、日本テレビ）- MC[44]
- 怒りん坊将軍（2025年3月15日 - 、TBS）- MC

過去
- FIFAワールドカップ 中継（2002年6月2日 - 2018年7月6日、TBS）- キャスター
- 2002FIFAワールドカップ総集編 THE FlNAL（2002年7月1日、TBS）- 司会
- ドリー部ワークス（2003年4月1日・7月26日、フジテレビ）- 司会
- 加藤浩次のヨーロッパサッカー勉強中!（2004年3月22日、TBS）- 司会
- 世界の中心で日本経済とヒット商品が90分で全部分かったと叫ぶ（2004年12月23日、TBS）- 司会
- BSデジタル映画祭 極楽とんぼ加藤&ココリコ田中 シネマ天国（2005年6月17日・2006年7月9日、NHK総合）- 司会
- 水曜特番「見物人の集まる実験室オモシロ科学マジック50連発スペシャル」（2005年7月13日、TBS）- MC
- FNS5000番組10万人総出演! がんばった大賞（2006年9月11日 - 2008年9月15日、フジテレビ）- 総合司会（08年9月15日のみ）
- びっくり!新世界地図 世界のスゴイ映像祭り あなたの知らない世界見せますSP（2007年1月1日 - 9月26日、日本テレビ）- MC
- 絶滅文化保存バラエティー モーレツ!テレビ番長（2007年2月24日、TBS）- 司会
- 芸人いい旅2人旅 2人っきりで旅なんて久しぶりじゃんSP（2007年2月27日、テレビ東京）- 進行
- サタデーバリューフィーバー→サンバリュ（日本テレビ）
  - 熱血両親作 天才!スポキッズ!!（2007年4月28日）- MC
  - 歴史味わいバラエティ ザ・ヒストリア（2008年8月16日）- 司会
  - 半怪3mの解体新書（2011年3月19日）- MC
  - カゼオケ総研 〜専門家リレーでわかる!ニッポンのプチ未来〜（2011年6月4日）- MC
  - オールスター編集部 （2013年12月15日） - MC
  - 出張!加藤浩次の1億総コメンテーター 〜今のニッポン、どーなのよ!〜（2018年6月17日）
- 学校では教えてくれない歴史（2008年1月2日、フジテレビ）- MC
- スーパー職人大集合 技能五輪に挑んだ若者（2008年1月14日、NHK総合）- 司会
- 7男4女爆笑ビンボー大家族SP（2008年4月15日、日本テレビ）- MC
- サッカーUEFAユーロ（2008年6月7日 - 7月1日、TBS）- キャスター
- Touch! eco 2008 明日のために…55の挑戦?スペシャル（2008年6月8日、日本テレビ）-「人間発電所プロジェクト」司会
- ニッポン応援バラエティー あっぱれ!アスリート研究所（2008年7月12日、TBS）- 司会
- 業界新聞バラエティ 噂にならない!?トップニュース（2008年7月13日、テレビ朝日）- 司会
- メデューサの瞳（2008年9月8日、テレビ東京）- 司会
- クイズ!時の扉（2008年11月30日・2009年4月2日、TBS）- 時の管理人
- めくるめぐ!!世界ビジュアル大図鑑（2009年1月3日、フジテレビ）- MC
- Shibuya Deep A（2009年2月9日・3月9日、NHK BS2）- 司会
- オレ説!（2009年5月23日、日本テレビ）- MC
- バラエティーニュース キミハ・ブレイク「トリハダもん」（2009年7月7日、TBS）- 司会
- あなたの知らないお仕事MAP!（2009年12月13日、フジテレビ）- MC
- 高専ロボコン2009 DANCIN' COUPLE（2009年12月25日、NHK総合）- 司会
- ifの歴史書 もしものヒストリー （2010年4月7日、日本テレビ） - MC
- 2010FIFAW杯南アフリカ 開幕前夜祭 衝撃映像大連発!仰天伝説・事件・珍プレー大放出SP（2010年6月10日、TBS）- 司会
- 全国新ご当地グルメ選手権 （2010年11月6日、日本テレビ） - 司会
- スゴい会議!（2010年12月30日・2011年7月11日、テレビ東京） - 司会
- スパモク!!（TBS）
  - THEテッパン（2011年6月9日）- MC
  - 7DAYSチャレンジ（2012年9月20日）- MC
- なんでも100見伝（2011年10月6日、TBS）- MC
- カスペ! 「からだの不思議サスペンスTV」（2011年11月1日、フジテレビ） - 司会
- 月曜プレミア! 「健康お悩み解決バラエティー! セカンドオピニオン」（2011年12月19日、テレビ東京） - 司会
- ニブンノイチ（2012年1月1日、フジテレビ）- MC
- 日本スクープ笑学生グランプリ （2012年1月3日、フジテレビ）- MC
- 世界センセメリポート 〜そこに行けば答えが見つかる!?〜（2012年1月14日、日本テレビ）- MC
- オトナのP（2012年3月24日・5月19日、フジテレビ）- MC
- 1億3千万人が選ぶアニメ&特撮ヒーロー&ヒロインベスト50（2012年4月5日、フジテレビ）- 司会
  - 1億3千万人が選ぶアニメ&ドラマ&映画名セリフベスト20（2012年12月14日、フジテレビ）- MC
  - アニメアカデミー 〜1億3千万人が選ぶ不朽の名作〜（2013年7月30日、フジテレビ）- 司会
  - 1億3千万人が選ぶアニメ&特撮&ドラマ心に残る名シーンベスト20（2015年1月16日、フジテレビ）- MC
  - 昭和vs平成 アニメ&特撮&マンガヒーロー、ヒロイントップ20（2017年8月26日、フジテレビ）- MC
- アスリートの夢と現実バラエティ ドリーム＄マネー 〜スポーツのコスパ大調査!〜（2012年6月17日、フジテレビ）- MC
- スパニチ!!（TBS）
  - 賞品争奪!横取りエンターテインメント!家族クイズ（2012年11月10日）- MC
  - この差って何ですか?（2014年7月2日・12月7日）- MC
- トリマキQ（2012年12月8日、フジテレビ）- MC
- みんなヒーロー（2012年12月22日、フジテレビ）- MC
- 世界への挑戦状!! 行け!ジャパンプライド（2013年1月2日 - 2015年1月3日、朝日放送） - MC
- ごぶぼつ（2013年1月3日、フジテレビ）- MC
- ぶっちゃけ告白TV!カミングアウト!（2013年2月16日 - 2014年3月26日、フジテレビ）- MC
- 天才コンサル軍団のプラマイ（2013年3月27日、日本テレビ） - 司会
- 性格ミエル研究所（2013年5月10日 - 2015年6月17日、フジテレビ）- 司会
- 激刊!オールスター編集部（2013年6月5日・12月15日、日本テレビ）- MC
- 体当り国語バラエティ 大変よくできました（2013年10月8日、TBS）- MC
- 極バラ「テレビにすられたGP 2013年最もTVに出た○○は何だ!?SP」（2013年12月27日、TBS）- MC
- 音楽ビフォーアフター 甦れ!迷曲歌謡ショー（2014年4月1日、TBS） - MC
- ハンゲキ（2014年4月8日 - 2016年、フジテレビ）- 司会
- 大人ドリル （2014年5月6日 - 2015年3月21日、NHK総合）- 司会
- 世界を変えるテレビ（2014年5月6日、日本テレビ）- MC
- 世界に飛び出せ!ワンダラー（2014年5月25日、フジテレビ）- MC
- 勝手に○○グランプリ THE 出走（2014年6月7日 - 12月25日、フジテレビ）- MC
- 2014FIFAワールドカップ 総集編 （2014年7月14日、TBS）- MC
- THEセンタク あの病気になったらどうなる?（2014年7月26日・2015年11月1日、日本テレビ）- MC
- 全国!大繁盛チェーン（2014年11月19日、TBS）- MC
  - 全国民に教えたい!謎のやりすぎウマすぎ大繁盛ご当地チェーン（2017年9月26日、TBS）- MC
- リアルロボットバトル日本一決定戦（2014年12月2日、日本テレビ）- MC
- 水トク!「極楽加藤のお節介な旅」（2015年2月4日・8月19日、TBS）
- NHKスペシャル「新アレルギー治療 ～鍵を握る免疫細胞～」 （2015年4月5日、NHK総合） - MC
- 人気お天気キャスター大集合 異常気象の真実 （2015年4月7日 - 2019年8月30日、フジテレビ）- MC
- 歌王決定戦（2015年4月20日・2016年1月5日、TBS）- MC
- お願い!アインシュタイン（2015年9月13日・2016年1月23日、日本テレビ）- MC
  - ミラクル アインシュタイン（2017年2月28日、日本テレビ）- MC
- BSスカパー!って知ってますか!?「密着!加藤浩次軍団コントへの挑戦!」（2015年10月11日、BSスカパー!）
- リズムにノッて答えろ ザ・ピンポンブー（2015年10月31日・2016年3月27日、TBS）- MC
- 禁止の真相 なんでダメか?探してみた（2016年3月19日、テレビ朝日）- MC
- 口だけ芸能人を撲滅せよ!有言執行（2016年3月29日、フジテレビ）- MC
- 有名人が初めて話します!とっておきランキング 〜ここでしか聞けないけどヒミツの話27連発〜（2016年4月2日・6月17日、フジテレビ）- MC
- そろそろそこら辺で話しといた方がいい話（2016年6月14日、TBS）- 論客代表
- 衝撃ニュース 追跡リサーチ 調べてみたら驚いた!（2016年9月28日、日本テレビ）- MC
- 勝手に!ニッポン心配調査団（2016年10月29日、テレビ朝日）- MC
- ビートたけしのオワラボ（2016年12月28日 - 2019年12月30日、フジテレビ）- 副所長
- クイズ!おぼえてますか? ホームビデオ知る自分ヒストリー（2017年1月7日、フジテレビ）MC
- 世界100か国健康インタビュー 百聞!ザ・ワールド（2017年1月29日、中京テレビ）- MC
- キビシー!（2017年3月3日 - 2018年2月16日、フジテレビ）- MC
- 加藤浩次vs政治家 〜政治のオモシロイところ集めました〜（2017年3月24日 - 2018年3月23日、フジテレビ）- MC
- 金曜プレミアム（フジテレビ）
  - 訂正させてください 〜人生を狂わせたスキャンダル〜（2016年9月9日 - 2019年3月15日）- MC
  - アッと!ホームビデオ（2017年5月26日）- 司会
- 歴代王者に聞いてみた（2017年7月1日、関西テレビ）- MC
- 日曜ビッグバラエティ（テレビ東京）
  - いきなりワケあり里帰り 〜父ちゃん母ちゃん･･･あのね･･･実はね･･･〜（2017年7月9日）- MC
  - 新幹線 レインボーブリッジ 地下鉄 巨大なモノまるごと洗う!!（2024年8月25日）- MC[45]
- 超一流の超本音ランキング 私が絞りました（2017年8月12日、TBS）- MC
- ニッポングルメ番付（2017年10月20日、フジテレビ）- MC
- 新曲歌いたいんですけど…（2018年1月23日、日本テレビ）- MC
  - 東野・加藤この歌が聴きたいベストテン（2018年9月23日 - 2019年10月21日、日本テレビ）- MC
- ロシアW杯プレゼンバトル 論破×RONPA（2018年3月3日 - 16日、TBS）- MC
- 日本全国!こんな所にスゴイ人 銅像スター調査隊（2018年5月25日 - 2023年9月10日、東海テレビ）- MC
- 妻は怒ってます!（2018年6月8日 - 2019年5月24日、フジテレビ）- MC
- 緊急生放送!FIFAワールドカップ 人生激変した日本代表大追跡SP（2018年6月29日、TBS）- MC
- 緊急総選挙!西野Jも生登場!日本人が選んだ歴代カッコいいサッカー選手ランキング（2018年7月16日、TBS）- MC
- 脳力をあげる10の方法（2018年9月22日、日本テレビ）- MC
- 〜両親ラブストーリー〜オヤコイ（2018年9月27日 - 2020年9月24日、読売テレビ）- MC
- 極鬼（2018年10月8日、NHK総合）- MC
- はじっこ革命 そんなとこから、世界は変わる（2018年12月21日、NHK総合）- 司会
- 衝撃スクープハンター それにはワケがあった（2018年12月23日、フジテレビ）- MC
- 関口宏の東京フレンドパーク ドラマ大集合SP!!（2019年1月1日・2020年1月1日、TBS）- バラエティチーム 来園者
- 母と子のキズナ確認バラエティ 愛情!マザーSHOW（2019年1月2日・2020年4月11日、フジテレビ）- MC
- 加藤浩次とどん底どっこいしょ（2019年1月4日 - 2020年3月26日、テレビ朝日）- MC
- これぞ!スポーツ神進化!! 勝負のウラに技術あり!（2019年3月24日、テレビ東京）- MC
- 昭和・平成・今日から令和! 半径5メートルの胸熱TV（2019年5月1日、NHK総合）- 司会
- その時、裁判官は言った（2019年7月27日 - 2020年9月6日、フジテレビ）- MC
- 日テレ系人気番組No.1決定戦（2019年10月6日 - 2020年10月4日、日本テレビ）- ブロックMC
- 未来はココまで来た（2020年3月11日、TBS）- 総合司会
- 日曜THEリアル!「追跡ドキュメントバラエティ シシジジツ」（2020年4月19日、フジテレビ）- MC
- 快答!50面SHOW（2020年7月25日 - 2021年9月14日、TBS）- MC
- つぶし合いクイズ!悪意の矢（2020年9月28日 - 2021年1月18日、日本テレビ）- MC
- ぶっこみミサイル!〜ホントに聞いちゃっていいの?〜（2020年11月7日、TBS）- MC
- 一般人、全員笑わせたら勝ち PIKOOOON!（2021年1月2日・4月25日、フジテレビ）- MC
- 企業満足度調査員（2021年2月11日 - 2024年7月21日、テレビ朝日） - 本部長
- THE鬼タイジ（2021年3月9日、TBS）- チームリーダー
- 今から1分後 もし大災害が起こったら?〜命と未来を守る50の方法〜（2021年3月11日、日本テレビ）- MC
- 北海道スタジアム（2021年4月16日 - 2022年3月26日、NHK札幌放送局） - 総合司会
- 加藤さんと山口くん THEテレビ（2021年5月16日・2022年2月20日、札幌テレビ）
- 冒険美食クラブ（2021年7月18日、北海道放送）- 美食クラブ主宰
- 2021年 宇宙ビジネスの覚醒（2021年9月12日、BSテレ東）- MC
- 絶滅料理よ いざ復活 ロストグルメ3（2021年10月9日、CBCテレビ）- MC
- CHANGE MAKER U-18 未来を変える高校生日本一決定戦（2021年12月26日・2022年12月18日、テレビ東京） - アンバサダー
- 村尾信尚×加藤浩次 マネーのまなび×タタムなんてもったいない!新春合体SP（2022年1月1日、 BSテレ東） - MC
- 女性の明日が楽になる!あしたのラク子ちゃん（2022年4月1日 - 2024年3月9日、朝日放送）- MC[46]
- 没頭ガール（2022年5月29日・2023年9月24日、関西テレビ）- MC
- ニッポン〆めし図鑑（2022年7月17日、北海道放送）- MC
- 火曜NEXT!「追跡!異名ジャーナル」（2022年11月23日・30日、フジテレビ）- MC
- このあとどうする?密着TV 終わりが始まり（2023年2月25日 - 2024年5月9日、読売テレビ）- MC[47]
- 世界衝撃!ウワォ動画（2023年4月5日・11月21日、日本テレビ）- MC[48]
- アナテレビ（2023年5月3日、NHK総合） - MC
- プラチナチャンス（2023年6月24日、フジテレビ）- MC[49]
- 知って食べたらさらに美味い! ニッポンうまい物語（2023年7月16日、北海道放送）- MC[50]
- 関東大震災から100年 あす巨大地震が来たら（2023年9月1日、TBS）- MC[51]
- 加藤浩次&中居正広の歴代日本代表〇〇〇人が選ぶ『この日本代表がスゴい!』ベスト20（2023年9月11日・2024年12月4日、日本テレビ）- MC
- ズバリ!教えまSHOW（2023年10月21日、日本テレビ）- MC
- 世界の家賃 最高値 最安値を探せ 泊まればわかる!（2023年10月30日、日本テレビ）- MC[52]
- 神様が加えた一手（2023年11月15日、毎日放送）- MC[53]
- 加藤浩次&小泉孝太郎の日本イチバン旅（2023年11月30日・2024年4月24日、TBS）- MC[54]
- 龍角散presents 2024 病気との付き合い方が変わる! 〜ニッポン縦断!健康列島〜（2024年3月18日、テレビ東京）- MC[55]
  - 龍角散presents 2025 薬不足はなぜ!? 健康列島ニッポン 日本人の健康の未来はどうなる!?（2025年3月3日、テレビ東京）- MC
- レギュラー番組への道「アイカタ〜大切な人の【イイところ】撮ってきてください〜」（2024年4月7日・10月14日、NHK総合）- MC
- 3people1minute（2024年7月23日・2025年2月4日、日本テレビ）- 審査員
- わが校自慢! vs.ハイスクール（2024年11月27日、毎日放送）- MC[56]
- ザ!昭和の99大ニュース 池上×加藤の決定的映像連発SP（2024年12月27日、フジテレビ）- MC[57]
  - ザ!戦後80年の映像遺産SP 池上彰×加藤浩次の運命の転換点（2025年8月8日、フジテレビ）- MC[58]
- 10万人に聞いたら地元のスゴいもん見つけちゃいました!（2024年12月31日、CBCテレビ）- MC[59]
- 新潟×長野 一番Get! 加藤浩次さん信越のこれ知っていますかSP（2025年3月7日、テレビ新潟・テレビ信州）
- 放送100年 時代を超えて 3世代が選ぶあの番組（2025年3月22日、NHK総合）- 司会[60]
- NIPPONテクノロジー2025（2025年3月23日、BSテレ東）- MC
- 人体 8K顕微鏡がとらえたミクロの神秘（2025年4月18日、NHK BS8K）- キャスター
- 実録!奇跡の救出劇（2025年5月6日、フジテレビ）- MC

### ラジオ番組

#### 現在の出演番組
- 加藤さんと山口くん（2020年7月19日・10月4日 - 、STVラジオ）[6] - 同じ小樽市出身のバンドサカナクションのボーカル兼ギタリストの山口一郎と共演するラジオ[6]。

#### 過去の出演番組
- オレたちのヒロイン（2003年10月4日 - 2004年9月25日、MBSラジオ）
- 加藤浩次の吠え魂（2007年4月6日 - 2010年4月2日、TBSラジオ）
- Wanted!! （2012年10月2日 - 2013年3月29日、TBSラジオ）

### ネット配信
- めちゃ×2ユルんでるッ!（2013年3月27日 - 2015年8月29日、ゼロテレビ）
- 人生逆転リアリティーショウ リアルカイジGP（2018年4月15日 - 7月1日、AbemaTV）- MC
- 2 sides（2021年8月23日 - 、NewsPicks）- MC
- コージカトーのあくなき追及!（2022年5月20日 - 7月、U-NEXT）- 企画・プロデュース・主演
- MANGA甲子園（2023年12月17日 - 2024年2月7日、Lemino）- スペシャルサポーター
- インシデンツ シーズン2（2024年1月19日 - 2月9日、DMM TV）- 明智秀秋 役

### テレビドラマ
- オヤジぃ。 （2000年、TBS） - 大平ゴロー 役
- 人にやさしく（2002年、フジテレビ） - 大坪拳 役
- ブラックジャックによろしく（2003年、TBS） - 出久根邦弥 役
- 逃亡者 RUNAWAY（2004年、TBS） - 国枝真澄 役
- 汚れた舌（2005年、TBS） - 涼野耕平 役
- クロサギ（2006年、TBS） - 白石陽一 役
- トリプル・キッチン（2006年、TBS） - 今泉裕道 役
- 僕の歩く道（2006年、フジテレビ） - 堀田丈二 役
- 連続ドラマ小説 木下部長とボク（2010年、日本テレビ） - スッキリ!!内の出演者本人 役
- 示談交渉人 ゴタ消し（2011年、読売テレビ） - 桜知之 役
- 大河ドラマ 平清盛（2012年、NHK総合） - 兎丸 役
- ST 警視庁科学特捜班（2013年、日本テレビ） - スッキリ!!内の出演者本人 役
- ブラックペアン（2018年、TBS） - 池永英人 役[61]
  - ブラックペアン シーズン2 第4話・第7話（2024年7月29日・8月25日、TBS）[62]
- 義母と娘のブルース2022年謹賀新年スペシャル（2022年1月2日、TBS） - がっちりマンデー!!とコラボ[63]

### 映画
- ゴジラ×メガギラス G消滅作戦（2000年） - 水道局の職員 役[4]
- クロサギ（2008年3月8日公開）- 白石陽一 役
- あしたのジョー（2011年） - 土木作業員 役
- 室井慎次 敗れざる者 / 室井慎次 生き続ける者（2024年10月11日 / 11月15日） - 柳町明楽 役[64]

### 劇場アニメ
- ONE PIECE THE MOVIE カラクリ城のメカ巨兵（2006年） - マジ将軍 役
- 映画ドラえもん 新・のび太と鉄人兵団 〜はばたけ 天使たち〜（2011年） - 総司令官 役

### 吹き替え
- リトル・レッド レシピ泥棒は誰だ!?（2007年） - オオカミ 役
- マーベル・シネマティック・ユニバース - ロケット 役
  - ガーディアンズ・オブ・ギャラクシー（2014年）
    - ガーディアンズ・オブ・ギャラクシー:リミックス（2017年）
    - ガーディアンズ・オブ・ギャラクシー:VOLUME 3（2023年）[65]
    - ガーディアンズ・オブ・ギャラクシー ホリデー・スペシャル（2022年）[66]

  - アベンジャーズ/インフィニティ・ウォー（2018年）[67]
  - アベンジャーズ/エンドゲーム（2019年）[68]
  - ソー:ラブ&サンダー（2022年）[69]
  - アイ・アム・グルート（2022年）

### CM
- ハウス食品「ウコンの力」
- 新昭和「クレバリーホーム」
- サントリー「純生」 - 木村佳乃と共演
- ゼンショー「すき家」（2010年 - 2011年）
- カプコン「ビューティフル ジョー」- ナレーション
- JT「Roots」
- ユニバーサル ミュージック「エレファントカシマシ シングル『俺たちの明日』」
- DHC「サプリMEN」（2015年）
- ジールス（2019年）
- スマートモバイルコミュニケーションズ「THE WiFi」（2019年）
- サントリー食品インターナショナル「伊右衛門」（2020年）[70]
- DONUTS「ミクチャ」（2021年）- フワちゃんと共演
- ソニーネットワークコミュニケーションズ「NURO 光」（2022年）
- タクシーアプリ GO「GO！号！外！」篇（2023年 - ）

### 舞台
- イルネス共和国（2014年2月22日・2月23日、銀座博品館劇場）
  - 出演：加藤浩次（極楽とんぼ） / 六角精児 / 矢作兼（おぎやはぎ） / マンボウやしろ / 秋山竜次（ロバート） / 吉村崇（平成ノブシコブシ）
- イルネス製作所〜今世紀最大の発明〜（2015年7月4日・7月5日、東京グローブ座）
  - 出演：加藤浩次（極楽とんぼ） / 六角精児 / 矢作兼（おぎやはぎ） / マンボウやしろ / 秋山竜次（ロバート） / 吉村崇（平成ノブシコブシ）

## 著書
- ココらくビデオ （宝島社） 2001年6月発行（ココリコ・田中直樹との共著） ISBN 4796622470

## 作品

### 監督作品
- MIRRORLIAR FILMS Season7『Victims』（2025年5月公開）[71]